# Club de Yates Higuerillas
El Club de Yates Higuerillas es un club náutico fundado en 1955 cuyo domicilio social e instalaciones deportivas están ubicadas en Concón, Chile. Administrativamente está constituido como una corporación sin fines de lucro, que tiene por objeto agrupar a personas aficionadas a los deportes náuticos. Dispone de servicios de restaurante, para sus asociados y constituye parte fundamental de los atractivos de Concón. Se destaca por sus tradicionales regatas Náuticas.
En 2014 se disputaron en el Club de Yates Higuerillas las competencias de vela de los Juegos Suramericanos de 2014, que tuvieron como sede principal a Santiago de Chile.

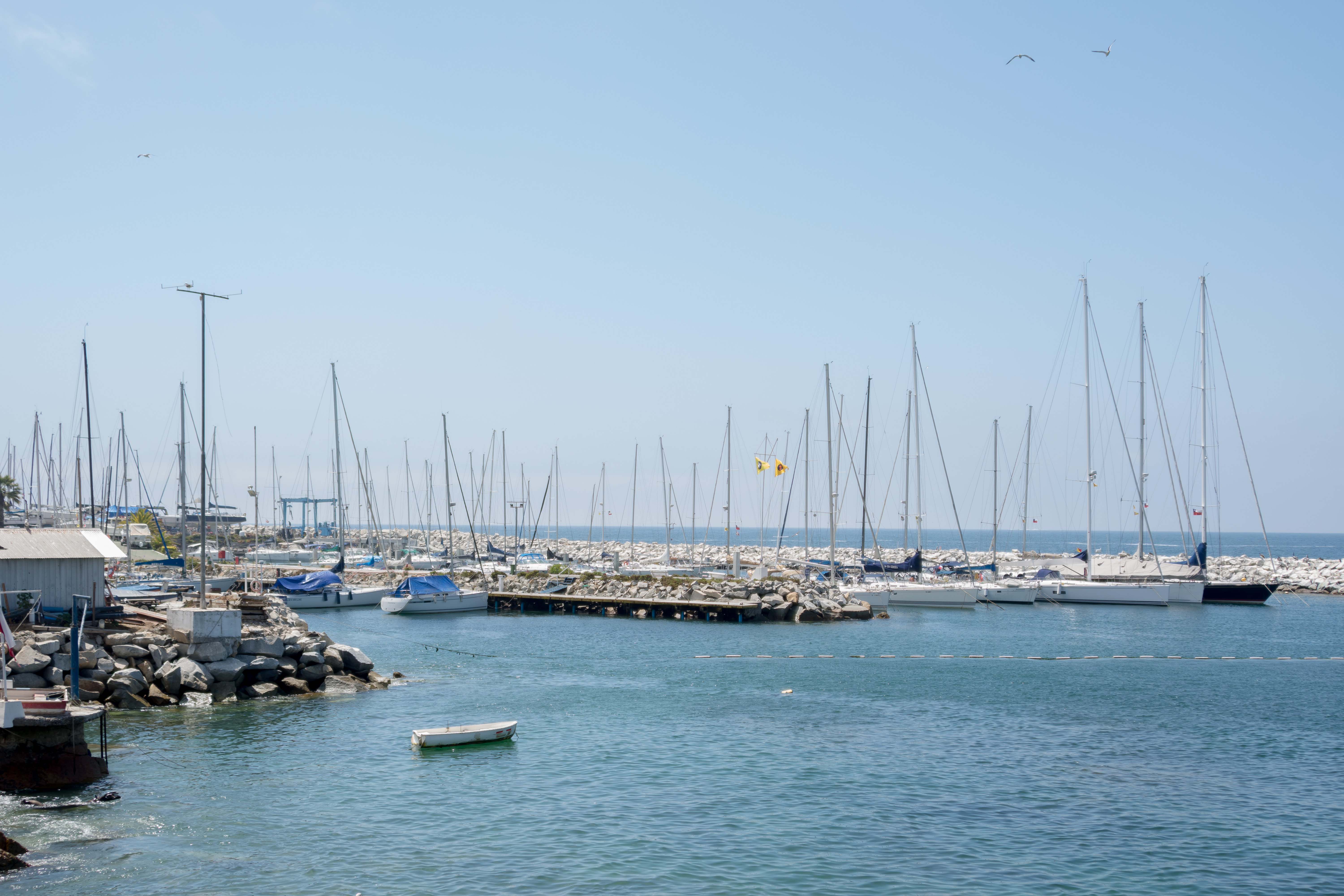
Vista del club de yates.